# Roberto Alfredo Perfumo
Roberto Alfredo Perfumo (Sarandí, 3 d'octubre de 1942 - 10 març de 2016) fou un futbolista argentí de la dècada de 1970 i posteriorment entrenador de futbol.

## Trajectòria esportiva

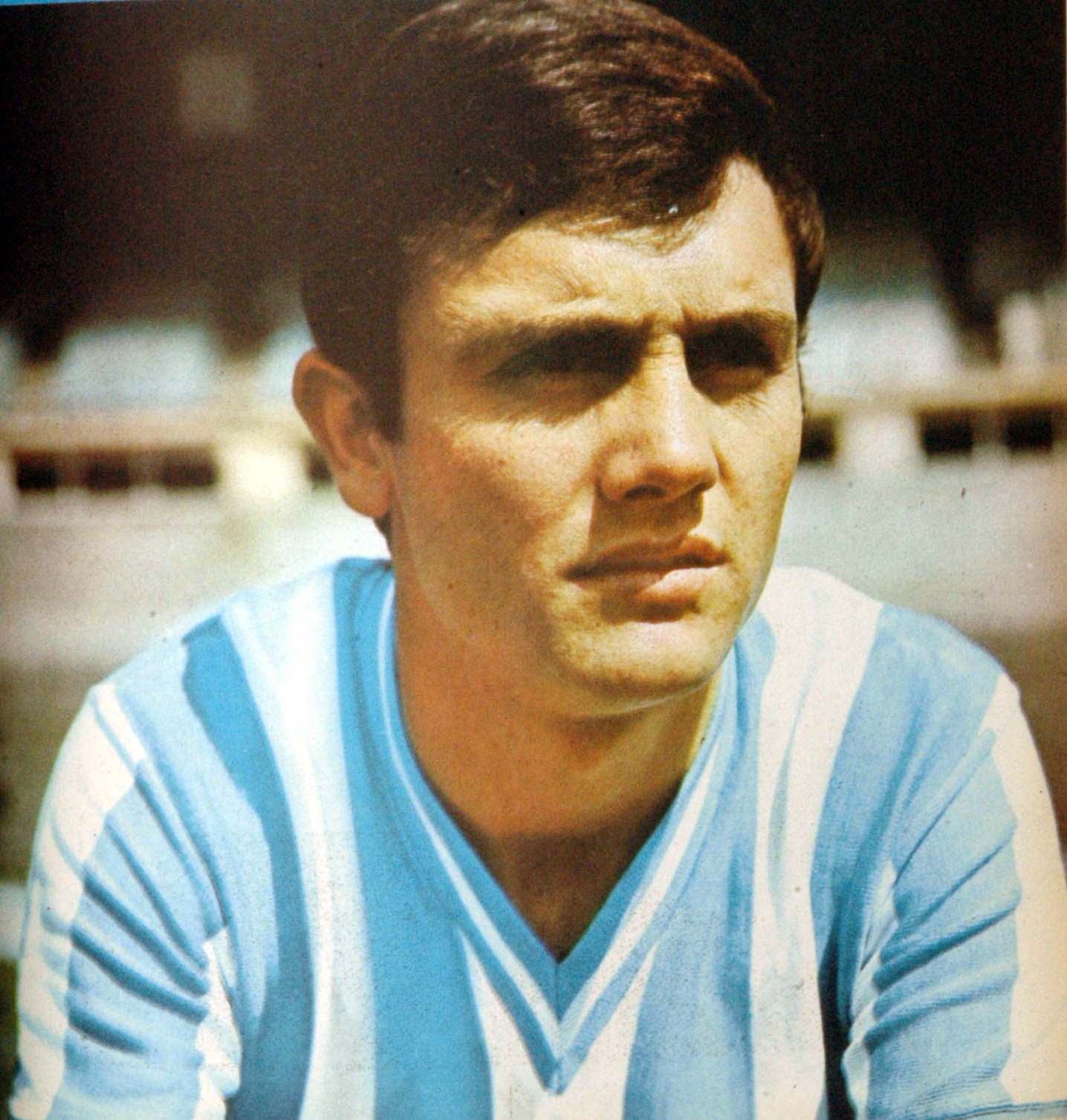
Perfumo el 1969.

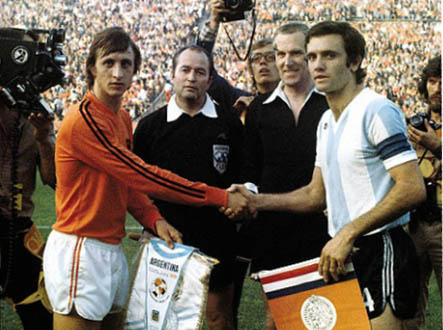
Perfumo amb Johan Cruyff al Mundial de 1974.

Conegut com el mariscal, la seva trajectòria transcorregué en tres clubs, Racing Club, Cruzeiro i River Plate. Amb Racing guanyà la lliga el 1966, i la Copa Libertadores i la Intercontinental el 1967. Amb el Cruzeiro guanyà tres campionats estatals i amb River tres lligues argentines més. Amb la selecció argentina disputà 37 partits entre 1964 i 1974. Hi debutà el maig de 1964 a Lima en un partit de classificació pels Jocs Olímpics.
Com a entrenador començà el 1981 a Sarmiento de Junín. També entrenà el Racing el 1991, i Gimnasia y Esgrima de La Plata el 1993. Altres clubs entrenats foren Club Olimpia de Paraguai, on guanyà el Torneo República local.
Perfumo també ha estat comentarista esportiu a la Televisió Pública Argentina, al programa Fútbol Para Todos.

## Problemes de salut i mort
El 2008, Roberto Perfumo va ser operat a la Clínica Suizo Argentina del cor, de manera mínimament invasiva, pel cardiòleg intervencionista Luis de la Fuente, mitjançant una angioplàstia coronària amb col·locació de stents.
A la matinada del 10 de març de 2016, l'ex-futbolista va patir un aneurisma, fet que li provocà la caiguda per les escales del restaurant Carletto a Puerto Madero, Ciutat Autònoma de Buenos Aires, i una greu fractura de crani. Finalment aquest mateix dia es va anunciar la seva mort al voltant de les 19:00 hores.

## Palmarès
Racing Club
- Campionat argentí de futbol:
  - 1966
- Copa Libertadores:
  - 1967
- Copa Intercontinental de futbol:
  - 1967

Cruzeiro
- Campionat mineiro:
  - 1972, 1973, 1974

River Plate
- Torneig Metropolitano:
  - 1975, 1977
- Torneig Nacional:
  - 1975